# Troglotayosicus ballvei
Espèce
Troglotayosicus ballvei est une espèce de scorpions de la famille des Troglotayosicidae.

## Distribution
Cette espèce est endémique de la province de Napo en Équateur. Elle se rencontre vers Archidona.

## Description
La femelle holotype mesure 23,45 mm et le mâle paratype 21,57 mm.

## Étymologie
Cette espèce est nommée en l'honneur d'Oscar Federico Francke Ballvé.

## Publication originale
- Botero-Trujillo, Ochoa & Prendini, 2021 : « A New Troglomorphic, Leaf-litter Scorpion from Ecuador (Troglotayosicidae: Troglotayosicus). » American Museum Novitates, no 3981, p. 1-24 (texte intégral).